# Museo nazionale d'arte di Kiev
Il Museo nazionale d'arte di Kiev o Museo nazionale «Galleria d'arte di Kiev» (in ucraino Національний музей «Київська картинна галерея»?, Nacional'nyj muzej "Kyïvs'ka kartynna halereja"; in russo Киевская картинная галерея?, Kievskaja kartinnaja galereja) è un museo dedicato a pittura e grafica che si trova a Kiev nella omonima oblast' dell'Ucraina.

## Origine del nome

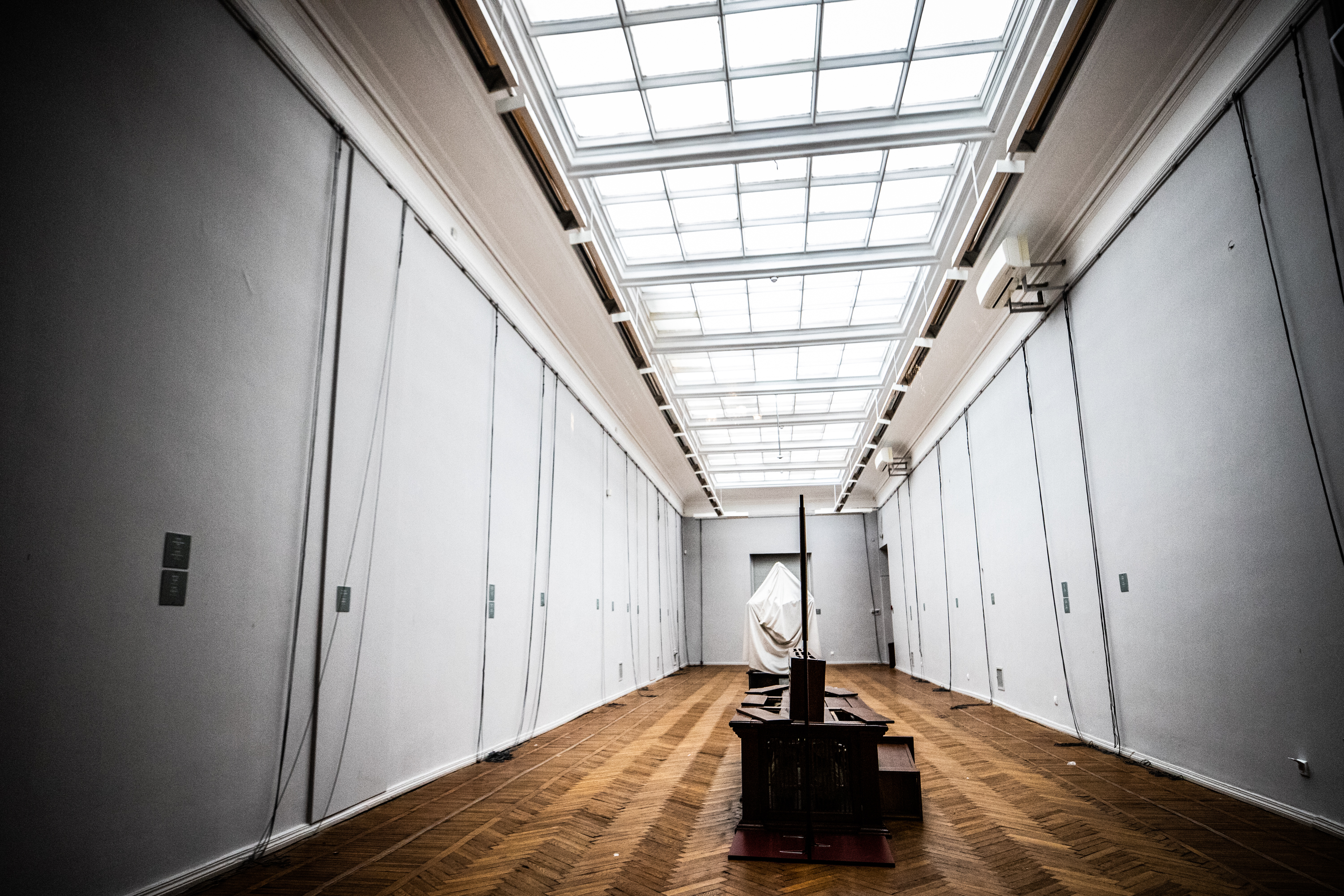
Durante l'invasione russa dell'Ucraina del 2022 i dipinti sono stati rimossi dalle pareti e spostati nei rifugi

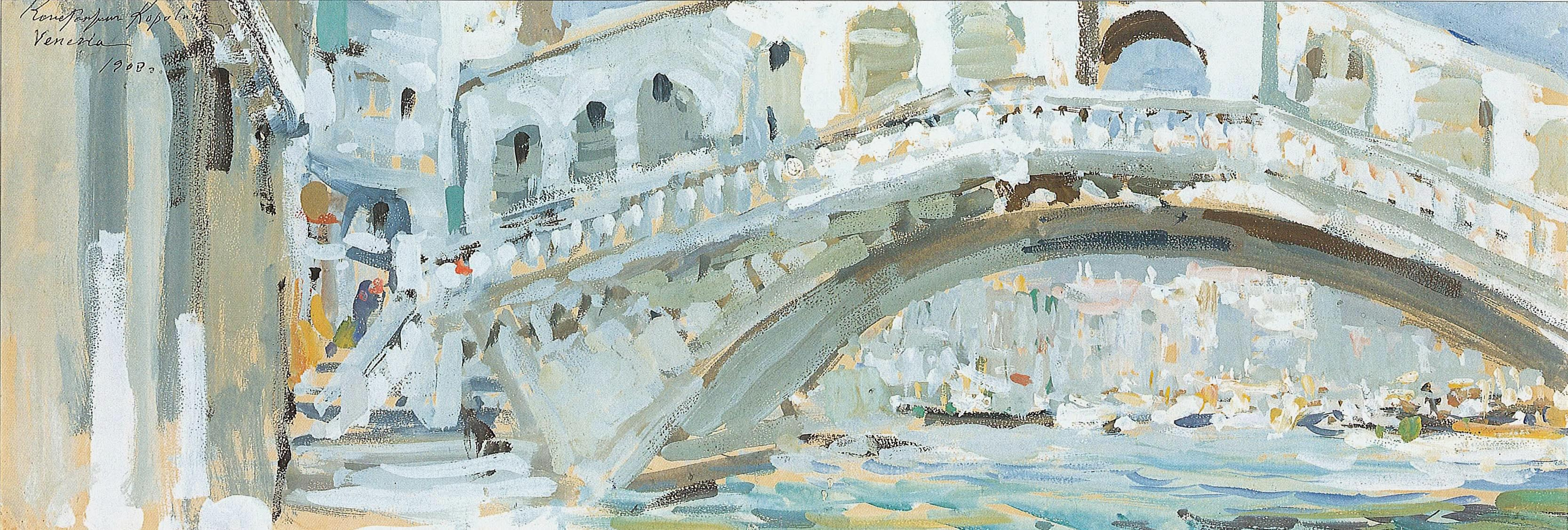
Konstantin Alekseevič Korovin, Ponte di Rialto, 1908

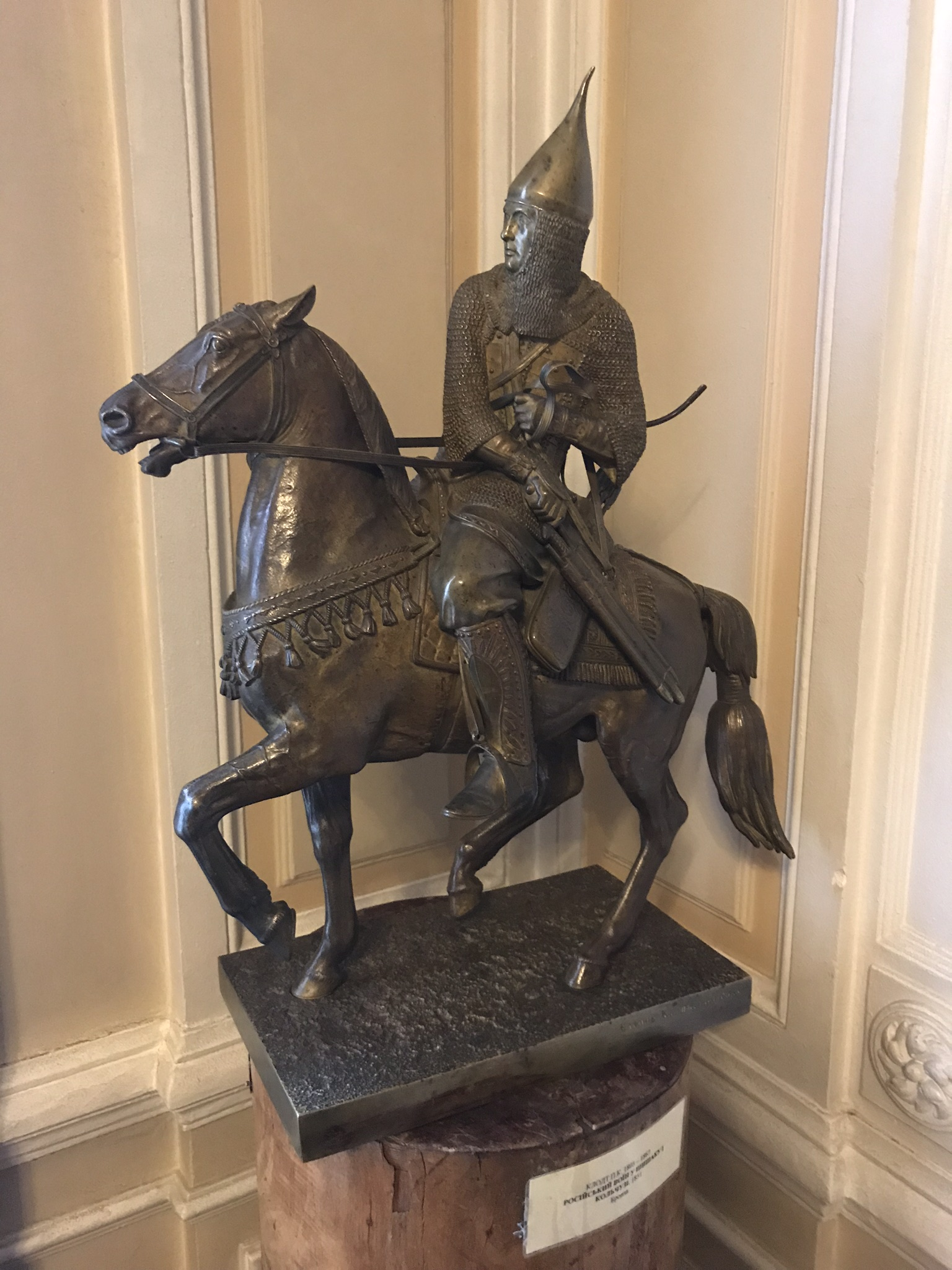
Piccolo bronzo raffigurante un cavaliere russo, 1851

Il museo, fondato nel 1922, ebbe come sede l'abitazione di Fedor Tereshchenko, ricco mercante originario di Hluchiv e venne denominato Museo Nazionale di Arte Russa di Kiev. Il palazzo era stato costruito su progetto degli architetti Vladimir Nikolaev e Andrei Gun. A partire dal 2017, per decisione della commissione culturale dell'amministrazione statale della città di Kiev, è stato cambiato il nome in Museo Nazionale "Galleria di Kiev" senza citare il nome del fondatore nonostante i voleri delle amministrazioni e dei cittadini.

## Storia
La fondazione, avvenuta il 12 novembre 1922, fu possibile grazie alle donazioni del filantropo e collezionista d'arte Fedor Tereshchenko e di collezioni private che erano state nazionalizzate.
Durante gli anni trenta fu aggiunta una sezione dedicata all'arte contemporanea sovietica che in seguito è stata arricchita con opere di artisti dell'ex Unione Sovietica.
Durante l'invasione russa dell'Ucraina del 2022 le opere delle collezioni sono state spostate in rifugi per proteggerle. Numerose opere del museo sono state portate in Svizzera, sia a Basilea che a Ginevra. In questo contesto, il Kunstmuseum di Basilea ha organizzato la mostra «Born in Ukraine», in cui sono stati esposti 49 dipinti provenienti dal Museo nazionale d'arte di Kiev. La mostra presentava le opere di 31 artisti tra il XVIII e il XX secolo, che non solo hanno trovato rifugio qui ma sono state anche ricontestualizzate in termini di storia dell'arte con uno sguardo alla cultura ucraina. La mostra si è svolta in contemporanea con l'esposizione «From Dusk to Dawn» organizzata al Musée Rath di Ginevra.

## Descrizione
Il museo si trova nella parte centrale della città in via Tereshchenkovskaya n. 9. Conserva opere di Karl Pavlovič Brjullov, Dmitrij Grigor'evič Levickij, Ivan Ivanovič Šiškin, Nikolaj Nikolaevič Ge, Michail Aleksandrovič Vrubel', Isaak Il'ič Levitan, Michail Vasil'evič Nesterov, Il'ja Efimovič Repin, Valentin Aleksandrovič Serov e numerosi altri. Oltre ai dipinti ed alle opere grafiche sono presenti anche sculture ed altri lavori artistici. Di particolare interesse è l'esposizione di mobili e stoviglie del periodo prerivoluzionario.